# Фуэнлабрада (футбольный клуб)
«Фуэнлабрада» (исп. CF Fuenlabrada) — испанский футбольный клуб из одноимённого города, выступающий в провинции и автономном сообществе Мадрид. Клуб основан в 1975 году, домашние матчи проводит на стадионе Фернандо Торрес, вмещающем 7 500 зрителей. В Примере команда никогда не выступала, в 2019 году впервые вышла в Сегунду.

## История команды
«Фуэнлабрада» была основана 5 июля 1975 года в результате слияния команд «CF San Esteban» и «AD Fuenlabrada». Идея принадлежала мэру города Реджино Бенитесу, который предложил директорам обоих клубов объединить свои усилия и тем самым получить более высокий муниципальный грант. Ключевую роль в рождении нового клуба сыграл Рамон Гарсия Пахуэло, который был назначен секретарём организации и до сих пор связан с клубом в качестве его представителя. В 1986 году команда впервые поднялась в Терсеру, заняв третье место снизу в своём дебютном сезоне.
С Хулианом Пересом на посту президента «Фуэнлабрада» вышла на новый уровень, кульминацией которого стало продвижение в Сегунду Б в 1994 году. В течение следующих 30 лет команда курсировала между Терсерой и Сегундой Б. В сезоне 1997/98 клуб сделал вливания определённых сумм денег, чтобы нанять нового тренера Эдуардо Катурла и новых игроков для продвижения в Сегунду. Тем не менее, «Фуэнлабрада» финишировала только на 9-м месте в Сегунде Б. Желая добиться повышения, в следующем сезоне клуб сделал ставку на другого авторитетного тренера с опытом работы в Ла Лиге, Феликса Бардераса.
Команда показала лучший результат в Кубке Испании в 2017—2018 годах, достигнув 1/32 финала, обыграв «Мериду AD» и «CD Calahorra». В противостоянии с клубным чемпионом Европы «Реалом» команда проиграла по сумме двух матчей, уступив вдома со счётом 4:2, а в ответном матче сыграв вничью 2:2 на стадионе «Сантьяго Бернабеу». 

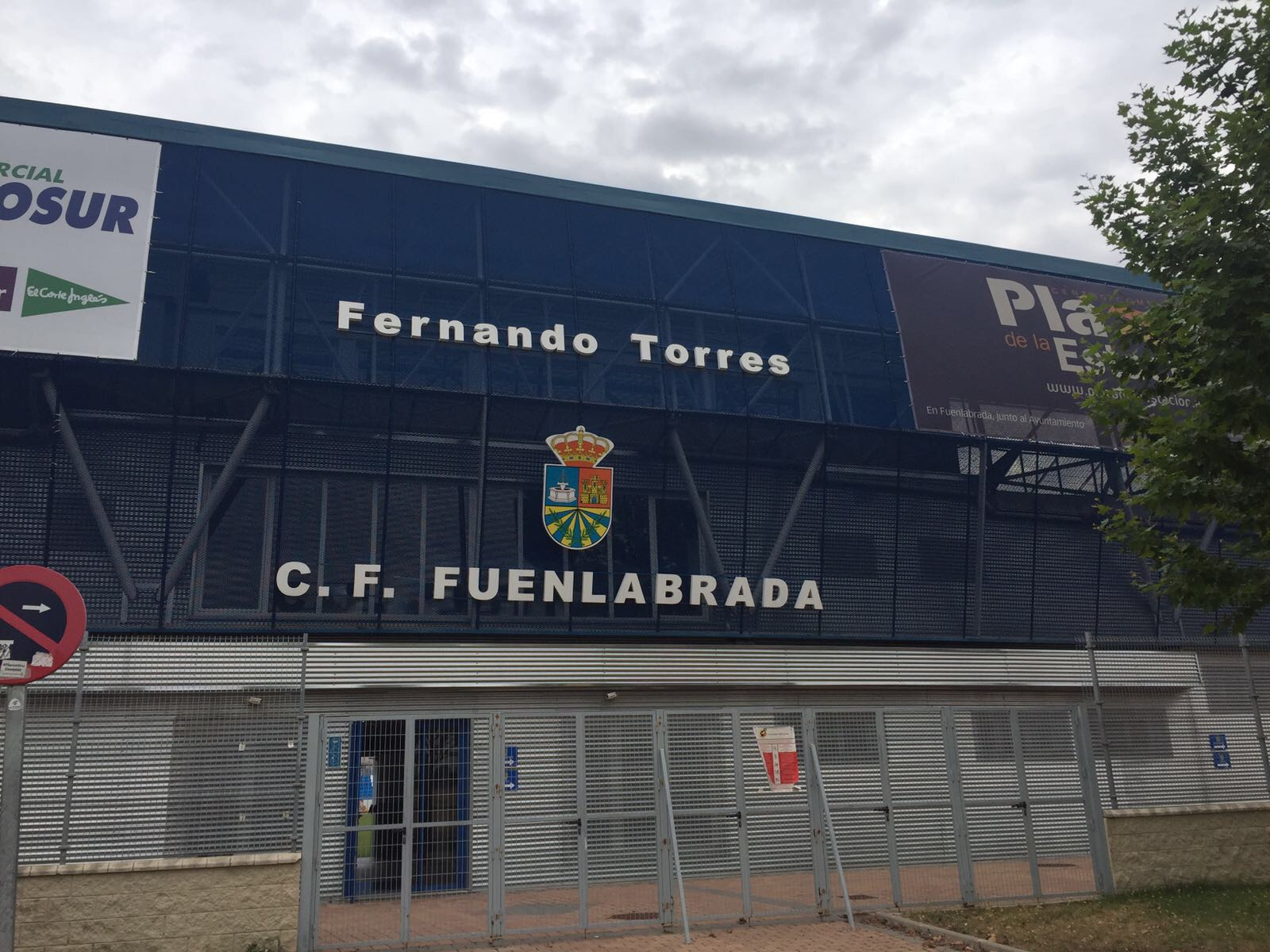
Стадион Фернандо Торрес

«Фуэнлабрада» играла свои домашние матчи на стадионе «Ла Альдеуэла», а в августе 2011 года переехала на стадион Фернандо Торреса, названного в честь известного испанского нападающего, который родился в городе, но никогда не играл за клуб. В сезоне 2016-17 клуб финишировал на 3-м месте в Сегунде Б, но проиграл оба матча плей-офф 0:1 «Вильяновенсе». Мере был назначен тренером на сезон 2018-19 гг.
2 июня 2019 года «Фуэнлабрада» впервые в истории вышла в Сегунду, победив «Рекреативо де Уэльва» со счётом 4:1 по сумме двух матчей. Десять дней спустя клуб выиграл титул чемпиона «Сегунда Б», одержав победу со счётом 2:1 над «Расингом» Сантандер.

## Статистика сезонов
| Сезон   | Дивизион          | Место             | Кубок             |
| 1975-86 | Региональные лиги | Региональные лиги | Региональные лиги |
| 1986/87 | 3                 | 18-е              |                   |
| 1987/88 | 3                 | 6-е               |                   |
| 1988/89 | 3                 | 5-е               |                   |
| 1989/90 | 3                 | 2-е               |                   |
| 1990/91 | 3                 | 2-е               |                   |
| 1991/92 | 3                 | 10-е              |                   |
| 1992/93 | 3                 | 1-е               |                   |
| 1993/94 | 3                 | 2-е               |                   |
| 1994/95 | 2B                | 16-е              |                   |
| 1995/96 | 2B                | 11-е              |                   |
| 1996/97 | 2B                | 6-е               |                   |
| 1997/98 | 2B                | 9-е               |                   |
| 1998/99 | 2B                | 8-е               |                   |
| 1999/00 | 2B                | 13-е              |                   |
| 2000/01 | 2B                | 16-е              |                   |
| 2001/02 | 3                 | 5-е               |                   |
| 2002/03 | 3                 | 3-е               |                   |

| Сезон   | Дивизион | Место | Кубок       |
| 2003/04 | 2B       | 9-е   |             |
| 2004/05 | 2B       | 16-е  |             |
| 2005/06 | 2B       | 6-е   |             |
| 2006/07 | 2B       | 10-е  | 2-й раунд   |
| 2007/08 | 2B       | 18-е  |             |
| 2008/09 | 3        | 10-е  |             |
| 2009/10 | 3        | 5-е   |             |
| 2010/11 | 3        | 8-е   |             |
| 2011/12 | 3        | 1-е   |             |
| 2012/13 | 2B       | 6-е   | 1-й раунд   |
| 2013/14 | 2B       | 6-е   | 2-й раунд   |
| 2014/15 | 2B       | 12-е  | 2-й раунд   |
| 2015/16 | 2B       | 11-е  |             |
| 2016/17 | 2B       | 3-е   |             |
| 2017/18 | 2B       | 3-е   | 1/16 финала |
| 2018/19 | 2B       | 1-е   | 2-й раунд   |
| 2019/20 | 2        | 8-e   | 2-й раунд   |

## Достижения
- Терсера
  - Победитель: 2011/12